# Torsten Spanneberg
Torsten Spanneberg (n. 13 aprilie 1975, Halle (Saale), RDG) este un înotător german, medaliat olimpic. A participat la 2 ediții ale Jocurilor Olimpice (2000, 2004) în care a câștigat o medalie de bronz.